# Wehrkirche (Ettenhausen an der Suhl)

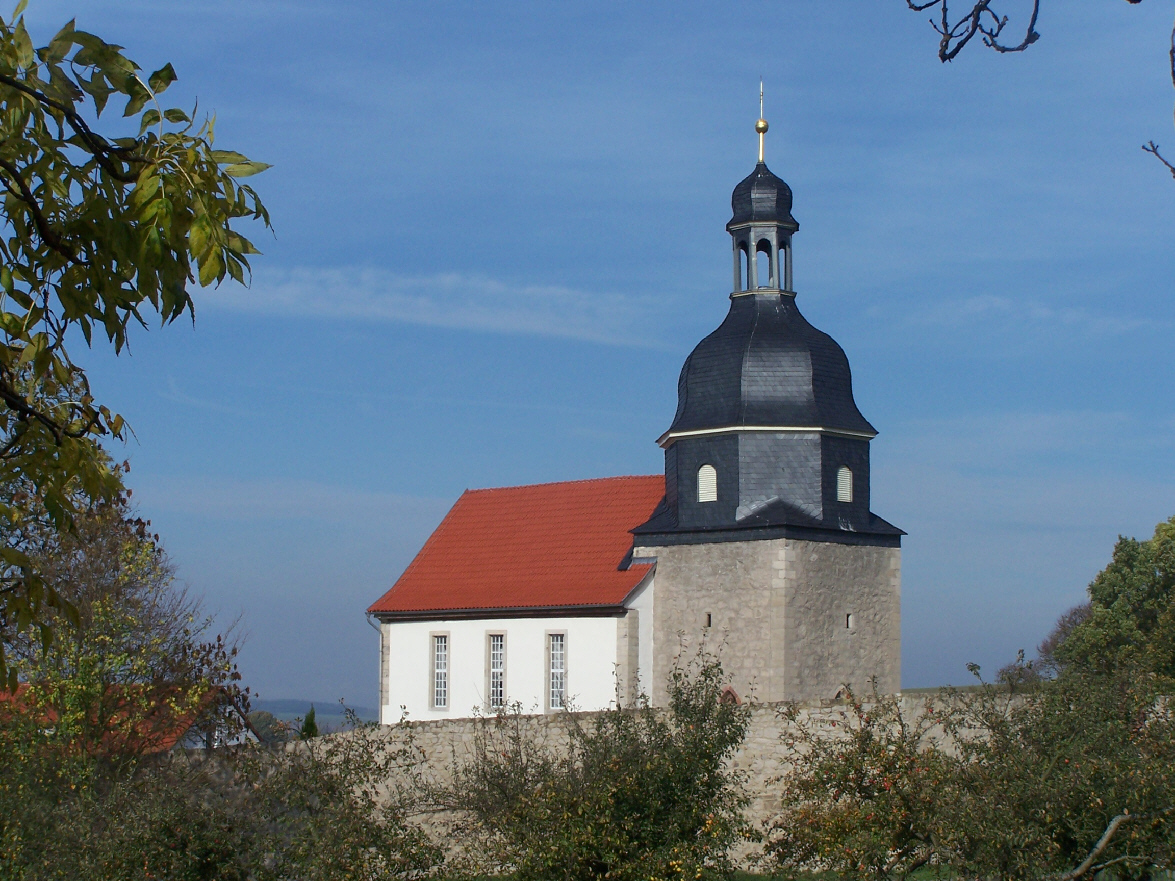
Wehrkirche

Die Wehrkirche in Ettenhausen an der Suhl, einem Ortsteil der Stadt Bad Salzungen im Wartburgkreis in Thüringen, ist das bekannteste Bauwerk des Ortes. Die Kirchengemeinde Ettenhausen a. d. Suhl gehört zum Pfarrbereich Bad Salzungen II (Möhra) des Kirchenkreises Bad Salzungen-Dermbach der Evangelischen Kirche in Mitteldeutschland.

## Beschreibung
Die Wehrkirche von Ettenhausen an der Suhl, eine ehemalige, noch erhaltene Kirchenburg, ist die nördlichste Wehrkirchenanlage Thüringens. Sie liegt auf einem durch eine hohe Ringmauer befestigten Hügel. Mit dem Bau einer Kirche wurde um 1200 begonnen. Der untere Teil des Turms im ist der älteste Teil der heutigen Kirche, sein Bau ist an der Südostecke inschriftlich mit 1505 datiert. Die Kirche wurde 1714 erneuert, ihre heutige Gestalt als Saalkirche mit eingezogenem Chorturm erhielt sie aber hauptsächlich 1745. Der steinsichtige Turm trägt eine achtseitige Haube, auf der eine offene Laterne thront. Das verputzte Kirchenschiff ist mit einem Satteldach bedeckt. Der Mittelteil des Innenraums ist mit einem hölzernen Tonnengewölbe überspannt, über den zweigeschossigen Emporen sind Flachdecken. Hinter dem spitzbogigen Triumphbogen befindet sich der eingezogene Chor, dessen ornamental bemaltes hölzernes Tonnengewölbe im 19. Jahrhundert gestaltet wurde.  In der Ostwand ist eine gotische Wandnische mit einem Kielbogen über dem rechteckigen Rahmen, in der die Kirchensakramente untergebracht waren. Die steinerne Kanzel wurde im 17. Jahrhundert errichtet. Das Taufbecken mit gotisierenden Kleeblattbögen im Schaft des Unterbaues stammt aus dem 17./18. Jahrhundert.
Die Orgel mit 11 Registern, verteilt auf 2 Manuale und Pedal, wurde 1842 von Friedrich Wilhelm Holland gebaut.